# Эстония на «Евровидении-1999»
Эстония принимала участие в сорок четвёртом выпуске телевизионного конкурса Евровидение-1999, который состоялся 29 мая в Иерусалиме, Израиль. Страну представляла певица Эвелин Самуэль при поддержке скрипачки Камилль с песней Diamond of Night («Ночной бриллиант»). Это была первая заявка Эстонии на английском языке. По итогам голосования Эвелин Самуэль и Камилль заняли шестое место из 23, набрав 90 очков. Этот результат позволил Эстонии принять участие на Евровидение-2000. Поэтому, Diamond of Night стала предшественницей эстонской заявки 2000 года Once in a Lifetime в исполнении Инес. Конкурс был показан ETV с комментариями Марко Рейкопа. Глашатаем от Эстонии был Март Сандер.

## До «Евровидения»

### Eurolaul 1999
Эстонская телекомпания ETV с 1993 года занимается организацией национального финала под названием Eurolaul для выбора артиста и песни, которые должны представлять страну на Евровидение. Конкурс Eurolaul 1999 был шестым выпуском данного финала. Он состоялся 30 января 1999 года в телестудии ETV в Таллине. Ведущими были Марко Рейкоп и Роми Эрлах. Десять песен было представлено во время отбора, а победитель определялся голосами членов международного жюри, как это происходило в предыдущих выпусках. Среди них были победительница Евровидение-1997 Катрина Лесканич от Великобритании, представительница Люксембурга на Евровидение-1963 Нана Мускури от Греции, представитель Исландии на Евровидение-1995 Бо Хальдорссон и дирижёры Андерс Берглунд от Швеции, Ноэль Келеан от Ирландии и Коби Ошрат от Израиля. В связи с отменой Европейским вещательным союзом правила об обязательном использовании государственного или регионального языка странами-участницами, на Eurolaul 1999 прозвучали песни на английском языке. Одна из них, Diamond of Night в исполнении Эвелин Самуэль при поддержке скрипачки Камилль была объявлена победителем.
| Порядковый номер | Исполнитель                                           | Название песни            | Автор(ы)                                             | Очки | Место |
| ---------------- | ----------------------------------------------------- | ------------------------- | ---------------------------------------------------- | ---- | ----- |
| 1                | Герли Падар                                           | Aeg kord täidab soovid    | Пауль Кикерпуу                                       | 34   | 10    |
| 2                | Эрик Меремаа                                          | Day I Lived a Year        | Райво Хоол, Хармо Калласте                           | 53   | 7     |
| 3                | Кейт                                                  | Vee ja soola saaga        | Виллу Кангур, Айвар Йоонас                           | 73   | 2     |
| 4                | Хедвиг Хансон                                         | If You Could Only Hear Me | Хедвиг Хансон                                        | 67   | 4     |
| 5                | Лаури Лиив                                            | Soolo                     | Сулев Лыхмус                                         | 58   | 5     |
| 6                | Ханна Пруули и Яакко Малтис                           | Mu hääl                   | Ханна Пруули                                         | 40   | 9     |
| 7                | Майкен                                                | Didn’t I Know             | Ярмо Селйамаа, Кадри Коппел                          | 72   | 3     |
| 8                | 2 Quick Start                                         | Say You Love Me           | Яна Халлас, Пеару Паулус, Илмар Лаисаар, Алар Коткас | 49   | 8     |
| 9                | Жоэль де Луна, Мати Кыртис, Ясси Захаров и Майт Тринк | Opera on Fire             | Рейн Раннап                                          | 54   | 6     |
| 10               | Эвелин Самуэль и Камилль                              | Diamond of Night          | Майан Кярмас, Прийт Паюсаар, Глен Пильвре            | 80   | 1     |

## На «Евровидении»
В 1999 году Европейский вещательный союз изменил правила касательно формата конкурса. Отныне прежнее правило об обязательном использовании государственного или регионального языка уничтожалось, и песни могли быть исполнены на любом языке. Также по правилам конкурса Евровидение-1999 список участников состоит из страны-победительницы прошлого года, 17 стран с наивысшим средним баллом за предыдущие пять конкурсов и тех стран, которые не участвовали в выпуске прошлого года, но транслировали его. Поскольку средний балл Эстонии составлял 53,5, то страну допустили к участию в конкурсе. Эвелин Самуэль и Камилль выступали под номером 23, закрыв, тем самым, конкурсную программу. По итогам голосования они заняли шестое место из 23, набрав 90 очков. Этот результат позволил Эстонии принять участие на Евровидение-2000. 12 очков эстонские телезрители присудили стране-победительнице, Швеции.